# Североморск (большой противолодочный корабль)
«Североморск» — большой противолодочный корабль проекта 1155. Входит в состав Северного флота ВМФ России. Бортовой номер 619.

## История
Заложен на заводе «Янтарь» в Калининграде 12 июля 1984 года. На стапелях сменил названия «Маршал Будённый», «Маршал Жуков». Спущен на воду 24 декабря 1985 года под названием «Симферополь». 24 января 1988 года вошёл в состав ВМФ СССР.
24 января 1996 года большой противолодочный корабль «Симферополь» был переименован в большой противолодочный корабль «Североморск».

## Служба
В 1996 и 1997 годах был признан одним из лучших БПК по противолодочной подготовке на Северном флоте.
В 1998—2000 годах прошёл ремонт на судостроительном заводе «Северная верфь» в Санкт-Петербурге.
В период с 20 по 30 июня 2002 года корабль выполнял задачи боевой службы в районе архипелага Шпицберген.
В сентябре 2004 года корабль принимал участие в совместных российско-американских учениях «Северный орёл — 2004» и выполнял задачи неофициального визита в порт Ставангер (Норвегия).
В период с 7 по 11 июня 2010 года корабль принял участие в российско-норвежских учениях «Помор-2010». С норвежской стороны участвовал фрегат УРО «Отто Свердруп».
С 8 мая по 24 октября 2011 года решал задачи по охране гражданского судоходства в районе Аденского залива. «Североморск» выполнил задачи по охране 41 гражданских судов, провёл 11 караванов в Аденском заливе и Африканском роге, совершил деловые заходы: 17 мая в порт Лиссабон (Португалия), 25 мая в порт Суда (Греция), 11 июня и 23 июля в порт Джибути (Республика Джибути), 24 сентября в порт Тартус (Сирия), 3 октября в порт Сеута (Испания).
С 11 по 16 мая 2012 года совместно с БПК «Адмирал Чабаненко» принял участие в совместных российско-норвежских морских учениях «Помор-2012».
С 18 декабря 2012 года по 26 июня 2013 года совершил 190-дневный поход в район Аденского залива через Атлантический океан и Средиземное море. За время похода корабль прошёл более 30 000 миль. БПК выполнял задачи по охране 16 гражданских судов, провёл несколько караванов в Аденском заливе и Африканском роге, совершил ряд деловых заходов в порты иностранных государств Сеута (Испания), Суда (Греция), Ла-Валлетта (Мальта). В этом же походе представил Россию в международном военно-морском учении, посвящённом противодействию пиратству. В ходе этого учения моряки-североморцы успешно взаимодействовали с экипажем десантно-вертолётного корабля-дока «Сан-Марко» ВМС Италии. Так же экипаж корабля оказал помощь моряку маломерного сирийского рыболовецкого судна «Дельфин».
С 20 ноября 2014 года совместно с БДК «Александр Отраковский» и кораблями снабжения отправился в поход с целью провести учения в районе Ла-Манша.
28 ноября 2014 года отряд кораблей форсировал самую узкую часть пролива.
По состоянию на 15 января 2015 года покинул порт Салала (Оман) и вышел в Аравийское море, чтобы сопроводить конвой гражданских судов через Аденский залив.
По состоянию на 4 апреля 2015 года преодолел Тунисский пролив и продолжил движение в западном направлении.
По состоянию на 14 апреля 2015 года, в составе других кораблей ВМС России вошёл в пролив Ла-Манш, направляясь на учению в северо-восточную Атлантику.
25 апреля 2015 года вернулся в постоянное место дислокации Североморск.
8 июля 2016 года корабль покинул сухой док 35-го СРЗ.
15 октября 2016 года, в составе корабельной авианосной группы (возглавляемой ТАВКР «Адмирал Флота Советского Союза Кузнецов», а также включающей ТАРКР «Пётр Великий» и большой противолодочный корабль «Вице-адмирал Кулаков», а также суда обеспечения) вышел в поход в районы северо-восточной Атлантики и Средиземного моря, для выполнения задач в составе Средиземноморской эскадры ВМФ России. За этот дальний морской поход корабль прошёл 18 тысяч морских миль.
С 13 февраля 2017 года принимает участие в международном военно-морском учении «АМАН-2017» в Аравийском море.
10 августа 2017 года вышел из Североморска в составе отряда кораблей и судов обеспечения Северного флота, и взял курс на восточные районы Арктики.
15 августа 2017 прибыл в самый северный порт континентальной части России — Диксон и встал на якорь на рейде порта. В дальнейшем БПК «Североморск» впервые в истории флота поднялся вверх по течению великой сибирской реки Енисей и зашёл в Таймырский порт Дудинка. За время стоянки в порту на его борту были организованы выставки современного вооружения и обмундирования в рамках военно-технического форума «Армия-2017» на Северном флоте.
5 сентября 2017 года вышел из Енисейского залива в Карское море для продолжения похода по Северному морскому пути.
14 сентября 2017 года отряд кораблей во главе с БПК «Североморск» завершил переход к архипелагу Новосибирских островов и занял места якорных стоянок в заливе Стахановцев Арктики. В дальнейшем БПК «Североморск» и БДК «Кондопога» обеспечили высадку морского десанта на необорудованное побережье острова Котельный, после чего завершив выполнение поставленных задач в районе архипелага Новосибирские острова взяли курс на запад.
4 октября 2017 года отряд кораблей во главе с БПК «Североморск» прибыл на главную базу Северного флота — Североморск, после успешного выполнения задач похода по морям Северного Ледовитого океана.
С 5 июля 2018 года совершает дальний морской поход. Побывал в портах Алжир, Виктория, Пемба и Анциранана, принял участив в российско-японских военно-морских учениях антипиратской направленности в Аденском заливе, в российско-пакистанских учениях по противопиратской деятельности «Аравийский муссон — 2018». 8 января 2019 года корабль прошёл пролив Дарданеллы и вошёл в Мраморное море. 10 января 2019 года корабль пришёл в Севастополь для восстановления технической готовности, после чего продолжил дальний морской поход. На начало апреля 2019 года выполняет задачи в Средиземном море.
Выполнив боевые задачи в Сирии, 10 июня 2020 года вернулся на главную базу Военно-Морского флота г. Североморск.